# 南伯利恆 (紐約州)
南伯利恆（英語：South Bethlehem）是位於美國紐約州奧爾巴尼縣的非建制地區。

## 歷史
南伯利恆的郵局自1876年營運至今。

## 地理
南伯利恆所處的海拔為高於海平面65米（即213英呎），而該地所採用的時區為UTC-5，即北美东部时区（EST）。同時該地設有夏令時間，為UTC-5調快一小時，即UTC-4（EDT）。